# Capture de Chusan (1841)
Première guerre de l'opium
Batailles
m
- Kowloon
- Chuanbi (1re)
- Chusan (1re)
- Barrière
- Chuanbi (2e)
- Bogue
- Première barre
- Whampoa
- Broadway
- Canton (1re)
- Canton (2e)
- Sanyuanli
- Amoy
- Chusan (2e)
- Chinhai
- Ningpo
- Tzeki
- Chapu
- Woosung
- Chinkiang
- Nerbudda

La seconde capture de Chusan (第二次定海之战, Second capture of Chusan)  oppose les forces britanniques et chinoises du 29 septembre au 1er octobre 1841 lors de la première guerre de l'opium.
Après avoir dominé le Guangdong et rouvert la ville de Canton au commerce extérieur, les Britanniques cherchent à démontrer leur supériorité militaire en conquérant des villes côtières et ainsi forcer la dynastie Qing à faire la paix avec des concessions de grande envergure. Ils remontent la côte, capturent Amoy puis prennent la ville de Dinghai sur l'île de Chusan le 1er octobre 1841 pour la deuxième fois depuis le début de la guerre.

## Prélude
Les forces chinoises qui défendent l'île totalisent environ 5 600 soldats et sont stationnés sur les murailles de la ville et sur une fortification en terre le long de la côte sud de l'île. Le corps expéditionnaire britannique est composé de sept navires de guerre conventionnels, quatre navires à vapeur et 19 navires de transport pour la reconquête. Le nombre de soldats et de marins transportés est d'environ 4 000 à 5 000 hommes. L'arrivée de la flotte britannique est retardée par les conditions météorologiques et les différentes vitesses des navires.

## Bataille

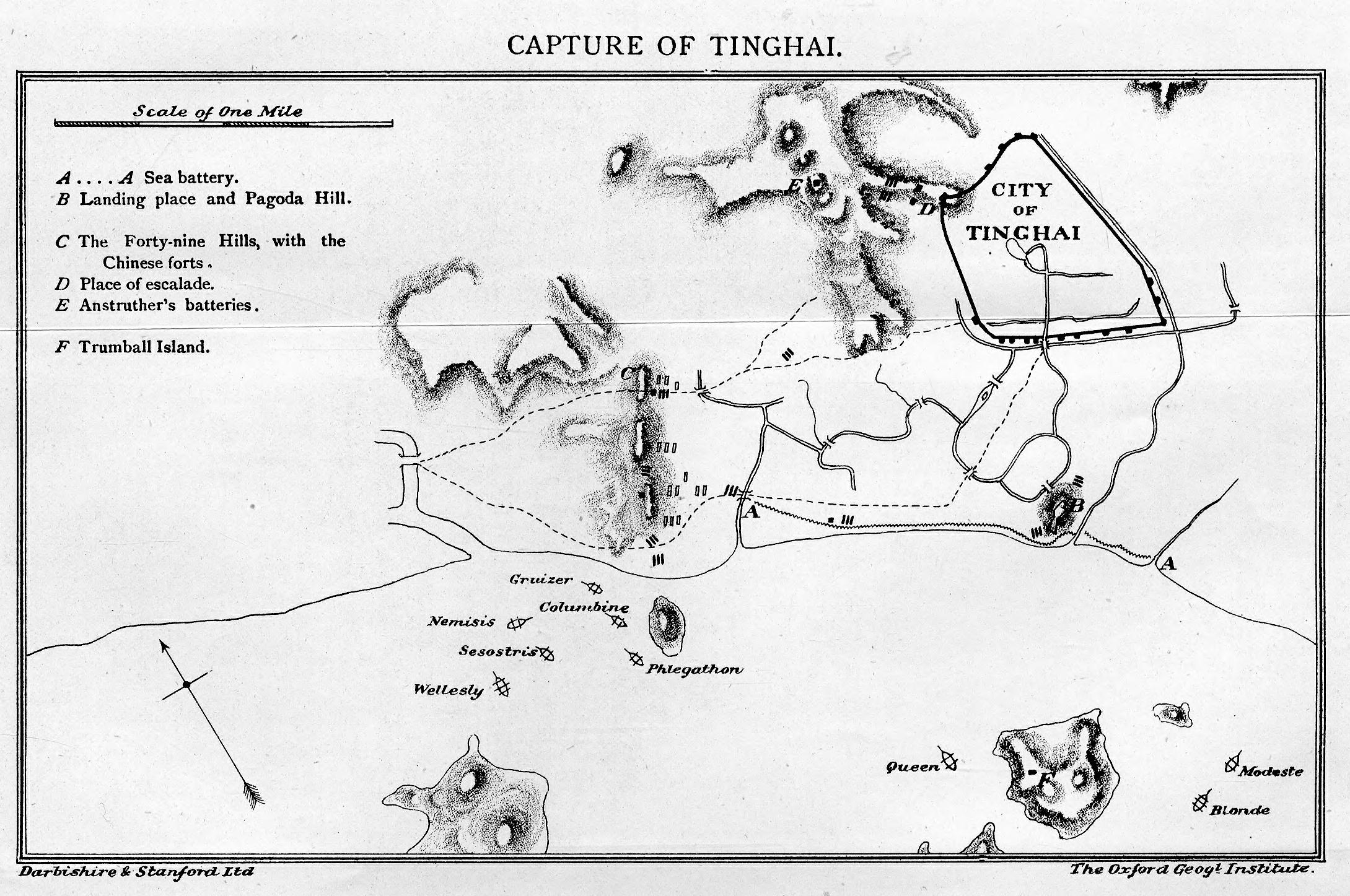
Carte de la seconde capture de Chusan.

Le 16 septembre 1841, le Phlegeton est l'un des premiers navires de guerre à arriver devant Chusan. Le 18 septembre, la majeure partie de la flotte est rassemblée à une certaine distance de l'île. Les commandants en chef des forces terrestres et de la marine , respectivement Hugh Gough et William Parker, n'arrivent sur place que les 25 et 21 septembre, respectivement. Ils désirent d'abord attaquer Chinhai, mais en raison du temps, reportent l'attaque, et visent alors Chusan. Le 26 septembre, Gough et Parker examinent conjointement les fortifications ennemis depuis le pont du vapeur Nemesis. Le navire essuie les tirs des batteries côtières, mais reste hors de leur portée. Les sources britanniques décrivent avoir mené des opérations de reconnaissance et de préparation à l'attaque du 26 au 30 septembre. Les Chinois considèrent ces missions de reconnaissance comme le début de la bataille, et la rotation des navires comme un signe de l'efficacité de leur propre artillerie.
Le 1er octobre 1841, l'attaque proprement dite commence. Les Britanniques débarquent une batterie d'artillerie sur l'île de Wukuishan, au large de Chusan, qui aide la flotte à bombarder les défenses côtières et les murailles de la ville. 1 500 soldats sont débarqués à l'est des fortifications côtières et repoussent une contre-attaque d'environ 800 soldats Qing grâce au soutien des navires.  Le 1er octobre, vers 14 heures, des soldats du corps expéditionnaire hissent à nouveau l'Union Jack au-dessus de la ville de Dinghai.

## Conséquences
Aucune statistique n'est disponible sur les pertes des Qing. Ce qui est certain, c'est que les trois commandants régionaux de l'île ont péri dans la bataille. L'armée britannique totalise deux morts et 27 blessés. Les rapports chinois à destination de l'empereur, écrits par des fonctionnaires qui n'étaient pas présent à la bataille, décrivent l'affrontement comme une bataille défensive s'étant étalée sur plusieurs jours, et au cours de laquelle la garnison de l'île en infériorité numérique aurait résisté contre 10 000 à 30 000 soldats britanniques. De nombreux Chinois Han au service des Britanniques auraient aussi fait défection, alors que ceux-ci n'en avaient aucun à leur service à ce moment-là. Comme après d'autres batailles, les rapports mensongers au pouvoir central empêchent la mise en place d'une réaction adéquate des Chinois face à de nouvelles attaques britanniques. Après la victoire à Dinghai, la flotte britannique se tourne vers son véritable objectif de Chinhai, le siège du gouverneur général Yuqian (de).